# Selman A. Waksman Award in Microbiology
Der Selman A. Waksman Award in Microbiology ist ein von der National Academy of Sciences der Vereinigten Staaten vergebener Wissenschaftspreis, mit dem besondere Leistungen auf dem Gebiet der Mikrobiologie prämiert werden. Er ist nach dem US-amerikanischen Biochemiker und Nobelpreisträger Selman Abraham Waksman (1888–1973) benannt und mit 20.000 US-Dollar dotiert (Stand 2025).

## Preisträger
- 1968 Jack L. Strominger
- 1970 E. R. Stadtman
- 1972 Charles Yanofsky
- 1974 Renato Dulbecco (1975 Nobelpreis für Physiologie oder Medizin)
- 1976 Wallace P. Rowe
- 1978 Howard Green
- 1980 Julius Adler
- 1982 Irwin C. Gunsalus
- 1984 Purnell W. Choppin
- 1986 Harland G. Wood
- 1989 Bernard D. Davis
- 1991 Melvin I. Simon
- 1993 Boris Magasanik
- 1995 Ralph S. Wolfe
- 1997 Carl R. Woese
- 1999 R. John Collier
- 2001 Norman R. Pace
- 2003 Stanley Falkow
- 2005 Lucy Shapiro
- 2007 Richard M. Losick
- 2009 Jonathan Beckwith
- 2011 Carol A. Gross
- 2013 Jeffrey I. Gordon
- 2015 Susan Gottesman
- 2017 Bernard Roizman
- 2019 Sharon R. Long
- 2021 Pascale Cossart
- 2023 Nancy A. Moran
- 2025 Rotem Sorek